# Saurauia purgans
Saurauia purgans är en tvåhjärtbladig växtart som beskrevs av Brian Laurence Burtt. Saurauia purgans ingår i släktet Saurauia och familjen Actinidiaceae. Inga underarter finns listade i Catalogue of Life.